# Kevin Ehlers
Kevin Ehlers (* 23. Januar 2001 in München) ist ein deutscher Fußballspieler. Der Abwehrspieler steht seit Sommer 2024 bei Eintracht Braunschweig unter Vertrag.

## Leben

### Jugend
Kevin Ehlers ist der Sohn der Handballspielerin Silvana Ehlers und des ehemaligen Fußballspielers und heutigen -trainers Uwe Ehlers. Er begann mit dem Fußballspielen 2006 beim FC Erzgebirge Aue, wo sein Vater zu diesem Zeitpunkt als Teil der Zweitligamannschaft unter Vertrag stand. Nach dem Wechsel seines Vaters zum VfL Osnabrück verließ auch Kevin Ehlers zu Beginn der Saison 2007/08 den Erzgebirgsverein. Bis 2009 spielte er für den SV Rot-Weiß Sutthausen, ehe er aufgrund des Wechsels seines Vaters zum FC Hansa Rostock in die dortige Jugendmannschaft wechselte. Beim Ostseeklub spielte er bis 2017 für verschiedene Jugendmannschaften und war Teil der U14- und U16-Landesauswahl Mecklenburg-Vorpommerns, ehe er in das Nachwuchsleistungszentrum von Dynamo Dresden wechselte. In Dresden spielte Ehlers zunächst für die U17- und U19-Mannschaft des Vereins in der B-Junioren- bzw. A-Junioren-Bundesliga.

### Dynamo Dresden

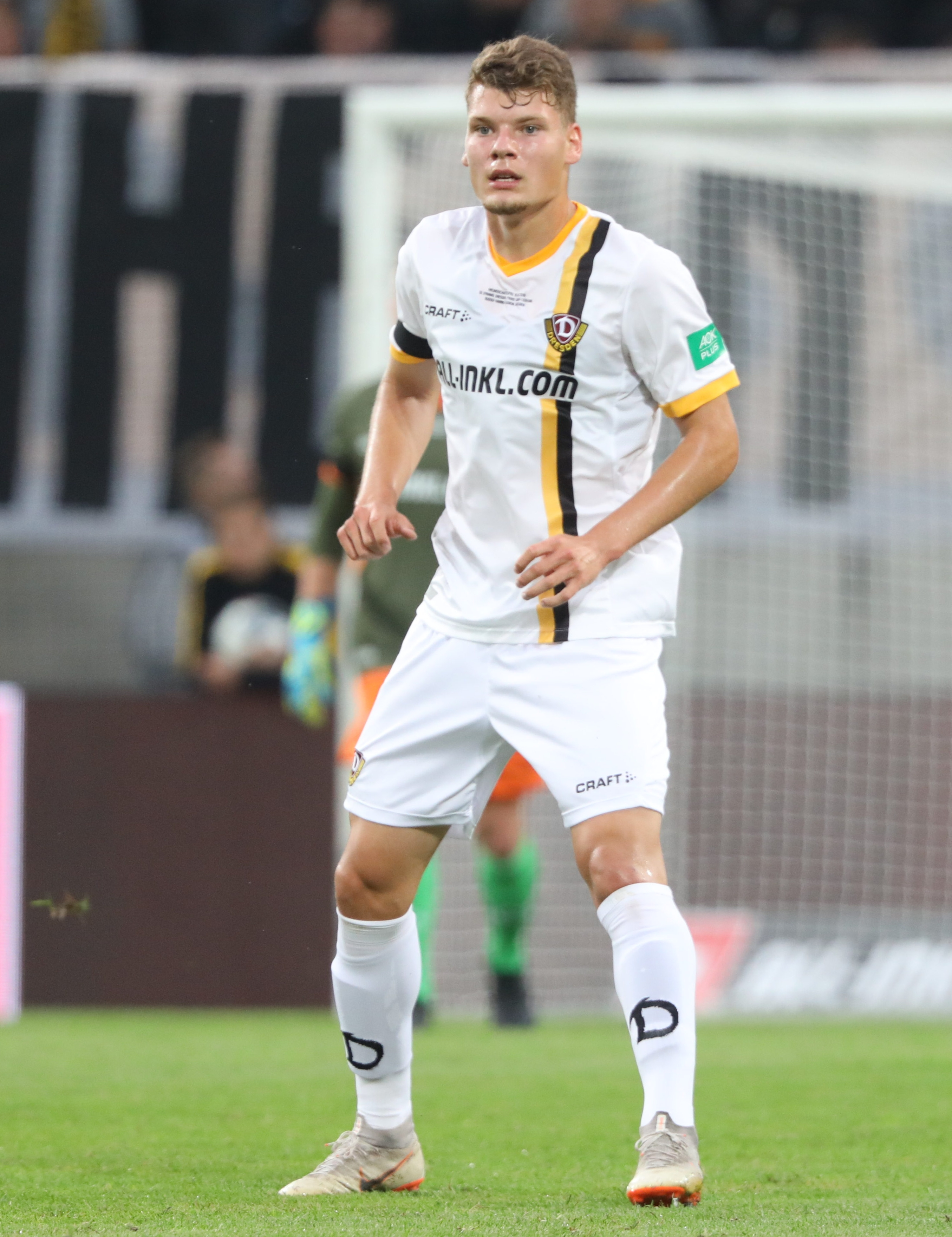
Ehlers im Trikot von Dynamo Dresden (2019)

Im Januar 2018 wurde er im Alter von 16 Jahren von Trainer Uwe Neuhaus erstmals in das Trainingslager der Zweitligamannschaft berufen. Zum Start der Saison 2018/19 war Ehlers erneut Teil eines Trainingslagerkaders der Profimannschaft. Am 23. Februar 2019, dem 23. Spieltag der Saison 2018/19, wurde er von Trainer Maik Walpurgis für das Spiel gegen den SV Darmstadt 98 erstmals in den Kader der Zweitligamannschaft berufen. Im April 2019 unterzeichnete er beim Dresdner Verein einen Vierjahresvertrag und rückte in der Folge zur Saison 2019/20 dauerhaft in den Kader der ersten Mannschaft.
Sein Debüt in der 2. Bundesliga gab Ehlers für Dynamo Dresden am 27. Juli 2019, dem 1. Spieltag der Saison 2019/20. Bei der 0:1-Heimniederlage gegen den 1. FC Nürnberg stand er in der Startformation von Trainer Cristian Fiél und absolvierte die volle Spieldauer. In der Saison 2019/20 kam er zu 19 Einsätzen in der 2. Bundesliga und einem Einsatz im DFB-Pokal. Zum Ende der Saison stieg er mit den Dresdnern in die 3. Liga ab. 2020 wurde er mit der Fritz-Walter-Medaille in Silber (Altersklasse U19) ausgezeichnet.
Die Saison 2020/21 begann für Ehlers holprig: Nach einer Sprunggelenksverletzung, die er beim Einsatz für die U20-Nationalmannschaft erlitten hatte, und einem Infekt verpasste er zunächst einige Spiele, etablierte sich ab Spieltag 15 jedoch in der Startelf der Dresdner und wurde Stammspieler. Insgesamt kam er zu 29 Liga-Einsätzen und einem Spiel im DFB-Pokal; den Dresdner gelang dabei der direkte Wiederaufstieg in die 2. Bundesliga. Verletzungsbedingt war jedoch auch der Auftakt der Saison 2021/22 für Ehlers nicht gut: Mit einem Muskelfaserriss fiel er die ersten sieben Spieltage aus, kam erst am 14. Spieltag gegen Fortuna Düsseldorf zu seinem ersten Saisonspiel und infizierte sich anschließend mit COVID-19. Im Juni 2022 wurde bekannt, dass Ehlers seinen Vertrag bei der SG Dynamo Dresden um zwei Jahre verlängert hat.
Zum 1. Juli 2024 wechselte Ehlers zu Eintracht Braunschweig.

### Nationalmannschaft
Im September 2019 wurde Ehlers von Guido Streichsbier erstmals für die deutsche U19-Junioren-Nationalmannschaft berufen. Im Freundschaftsspiel gegen Spanien kam er am 4. September 2019 zu seinem ersten Einsatz, wobei er eingewechselt wurde. Am 9. September gegen England folgte beim 1:0-Sieg sein erster Startelfeinsatz. Ehlers wurde auch für die im Oktober 2019 stattfindenden Qualifikationsspiele zur U-19-Fußball-Europameisterschaft 2020 gegen Andorra, Belarus und Schottland nominiert und bestritt alle Spiele über die volle Spielzeit. Gegen Belarus erzielte er beim 9:2-Sieg zudem sein erstes Länderspieltor für die U19-Junioren. Die Austragung der Europameisterschaft musste schlussendlich aufgrund der COVID-19-Pandemie abgesagt werden, sodass Ehlers trotz Qualifikation mit der deutschen Mannschaft zu keinem Turniereinsatz kam.
Ende August 2020 wurde Ehlers von Streichsbier für die Freundschaftsspiele gegen Dänemark in den Kader der deutschen U20-Nationalmannschaft berufen. Am 3. September 2020 stand er in Norderstedt bei der 1:2-Niederlage in der Startelf, musste jedoch bereits nach 34 Minuten aufgrund einer Verletzung am Sprunggelenk ausgewechselt werden und fiel für das zweite Spiel aus.

## Erfolge
- 2019: Fritz-Walter-Medaille in Silber, Altersklasse U19